# チェイス・デローター
チェイス・ダニエル・デローター（Chase Daniel DeLauter, 2001年10月8日 - ）は、アメリカ合衆国メリーランド州フレデリック出身のプロ野球選手（外野手）。左投左打。MLBのクリーブランド・ガーディアンズ傘下所属。

## 経歴
2022年のMLBドラフト1巡目（全体16位）でクリーブランド・ガーディアンズから指名されプロ入り。契約金は375万ドル。